# Silent Hill: Shattered Memories
Silent Hill: Shattered Memories (サイレントヒル シャッタードメモリーズ?, Sairento Hiru: Shattādo Memorīzu, lett. "Silent Hill: Memorie Infrante") è un videogioco di genere survival horror pubblicato nel 2009 da Konami per Wii. Convertito per PlayStation 2 e PlayStation Portable, Shattered Memories è settimo titolo della serie Silent Hill. Il gioco costituisce una rivisitazione degli eventi di Silent Hill (1999), primo capitolo della saga sviluppato per PlayStation. Nonostante siano presenti i personaggi di Silent Hill, essi vengono riproposti in situazioni e vesti completamente diverse rispetto al suo predecessore. Il titolo originariamente doveva essere Silent Hill: Cold Heart.

## Trama

### Prologo
Il prologo mostra il protagonista, Harry Mason, che si diverte con la figlia Cheryl in quello che sembra essere un classico video amatoriale. Un misterioso incidente d'auto li divide. Il protagonista si reca da uno psicoanalista e inizia il racconto dei ricordi, che sono frammentati, disturbati.

## Finali
Esistono cinque diversi finali alternativi del gioco, che si alternano a seconda delle scelte intraprese durante lo svolgimento del gioco. Tutti i finali (tranne quello UFO) hanno un incipit simile: la diagnosi dello psicologo Michael Kaufmann. Dopodiché, è possibile assistere a un flashback in stile amatoriale, con un contenuto positivo (sempre uguale) e uno negativo (che cambia con i vari finali).
- Amore perso - Il finale fa intendere la separazione dei genitori della piccola Cheryl, i quali hanno capito di non amarsi più. Tuttavia, Harry rassicura la bambina sull'amore che prova per lei.
- Sirene - In questo finale Harry appare come un padre donnaiolo, chiuso in una camera con due affascinanti donne e una telecamera. Facile intuire il seguito.
- Ubriaco - Harry, ubriaco fradicio, barcolla sul pianerottolo, ironizzando sul video che gira la figlia e chiedendole un'altra birra.
- Grida - Dahlia Mason litiga in maniera agitata, e schiaffeggia il marito Harry.
- UFO - Finale demenziale presente in quasi tutti i capitoli della serie: il dottor Kaufman continua a parlare con Cheryl, quando apre la porta James Sunderland, protagonista di Silent Hill 2; il dottor Kaufman lo prega di visitarlo un'altra volta, dato che ora si occupa di Cheryl (visto che anche James è un suo paziente), tuttavia il dottore fa delle domande a Cheryl riguardanti sua madre; mentre Cheryl risponde, James si nasconde dietro il divano del dottore ed incomincia ad avere delle visioni; nelle visioni Cheryl viene sostituita dal cane del finale dog di Silent Hill 2, mentre il dottor Kaufman viene sostituito da un alieno.
- Cheryl - Cheryl spiega tutto a suo padre dicendogli che è morto da molto tempo.

## Personaggi
- Harry Mason - Protagonista di Silent Hill e morto nel terzo capitolo della serie. In questa realtà parallela lo vediamo affannarsi alla ricerca di Cheryl Mason, la bambina di 7 anni persa nella nebbia di Silent Hill. Quando torna nella sua casa nota altri inquilini che la occupano da 14 anni.
- Cheryl Mason - È una ragazza che sente molto il distacco del padre; lei lo idealizza come se fosse un paladino della giustizia a discapito dei gravi difetti che in realtà possiede. Cheryl inoltre è in perenne conflitto con la madre.
- Dottor Michael Kaufmann - È il primo personaggio che si mostra, anche se il suo nome non viene mai pronunciato durante il gioco. Attraverso di lui si scopre la trama del gioco, in quanto è tutto un racconto a lui spiegato durante la prima seduta di terapia, durante le quali porrà al giocatore dei test. In base ai risultati cambieranno alcune scene, l'aspetto dei mostri incontrati durante gli incubi ed il finale del gioco.
- Dahlia Mason - Probabilmente una versione alternativa di Dahlia Gillespie. All'interno del gioco la si vede sia da giovane che da adulta, impersonifica la moglie e amante (a seconda dell'età) del protagonista. È la madre di Cheryl.
- Cybil Bennett - Poliziotta di Brahms, già vista in precedenti episodi. La donna mostrerà un'iniziale diffidenza verso Harry, non credendo ai suoi racconti illogici, mostrandogli prove che quello che afferma non trova riscontri. Alla fine almeno in parte si ricrederà.
- Lisa Garland Infermiera dell'ospedale Alchemilla di Silent Hill. Interagirà per un breve momento con il protagonista che la soccorrerà da un incidente.
- Michelle Valdez - Uno dei pochi personaggi originali del gioco. È una cantante che Harry incontra nel ginnasio. Ha un fidanzato di nome John.

## Modalità di gioco
Shattered Memories presenta una modalità di gioco completamente differente dagli altri titoli della serie. Anzitutto, la visuale del gioco non è più affidata a telecamere più o meno mobili nello spazio, ma è fissa dietro il protagonista. Inoltre, non esistono nemici o boss da affrontare: le creature che si incontrano negli incubi non si possono attaccare, come dice la stessa Cheryl in una delle fasi iniziali, né si possono combattere. L'unica alternativa è scappare o nascondersi, trovando rapidamente una via d'uscita. Le uniche "armi" a disposizione del protagonista sono dei razzi da segnalazione, la cui luce spaventa i mostri, e la torcia se puntata negli occhi cuciti di essi.
L'ambiente scuro, invecchiato e arrugginito degli altri titoli lascia il posto a un ambiente ghiacciato. Infatti, gli incubi che il protagonista vive sono sempre preannunciati da effetti visivi quali il ghiacciarsi dell'ambiente circostante, e per uscirne vivo deve trovare una via d'uscita fra i ghiacci. Durante la fuga può voltarsi indietro, controllare la mappa (ovvero il GPS) e comprendere il percorso intrapreso dall'inizio dell'incubo e dove si trovi la via d'uscita.
All'esplorazione dei ricordi di Harry si alternano le sedute con il terapista; egli mostra alcuni giochi da svolgere con cui analizzerà il giocatore. Essi sono diversi e interattivi; si passa dal primo, un semplice questionario da compilare, a più complessi come un disegno da colorare o coppie da decidere secondo il gusto del giocatore. È un espediente del gioco per tentare di indagare le propensioni, i gusti e gli atteggiamenti del giocatore, per tracciarne una sorta di profilo. Tale aspetto del gioco è sottolineato dal messaggio che appare in apertura, il quale avvisa che the game plays you as much as you play it (ovvero il videogioco "gioca" con te tanto quanto giochi con esso).
Alcuni personaggi cambiano aspetto e abbigliamento a seconda delle scelte del giocatore. Elemento in comune con gli altri episodi è la presenza della torcia, che si rivelerà molto utile per illuminare alcune scene al pari del cellulare, con cui si possono compiere numerose azioni. Si possono comporre numeri di telefono da chiamare (fra cui quelli dei vari personaggi che si incontrano durante lo svolgimento del gioco), fotografare alcune scene importanti che rivelano retroscena della storia, ricevere dei messaggi e chiamate. Molto importante è la funzionalità GPS che svolge le funzioni di una mappa, che a differenza degli altri episodi è già in dotazione del protagonista (non è necessario reperirla in giro).

## Accoglienza
La rivista Play Generation lo classificò come il quinto migliore titolo per PSP del 2010.
La versione per PlayStation 2, pubblicata in edizione limitata, è diventata un raro oggetto da collezione e può raggiungere tranquillamente il valore di vendita di 400 euro.